# Azalid
Azalidi so skupina makrolidnih antibiotikov, ki v makrolidnem obroču vsebujejo dušik. Le-ta povzroči drugačne farmakokinetične lastnosti spojine ter se povezuje z večjo obstojnostjo molekule. Prvi predstavnik azalidov je bil azitromicin.. Novejši je na primer klaritromicin. 
Azalidi so podobno učinkoviti kot eritromicin. In vitro izkazujejo nekoliko večjo učinkovitost zoper H. influenzae (azitromicin > klaritromicin > eritromicin). Učinkoviti so tudi proti bakterijam vrst Chlamydia trachomatis, Ureaplasma urealyticum in Haemophilus ducreyi.